# Pelayo Pérez Correa
Pelayo Pérez Correa (en portugués, Paio Peres Correia) (1205 Monte de Fralães[cita requerida] – 11/17 de enero de 1275) fue un notable conquistador medieval portugués que llegó a ser maestre de la Orden de Santiago. Era hijo de Pero Pais Correia y Dordia Pires de Aguiar y primo hermano de Gonzalo Anes do Vinhal.

## Carrera
Habría nacido en 1205, en Monte de Fralães, municipio de Barcelos (Portugal), donde tradicionalmente estaba la casa de esta noble familia. Las investigaciones señalan la presencia de sus hermanos, de una hermana y de otros parientes en freguesias de la vecindad.[cita requerida]
Pelayo Pérez Correa, que se encuentra en Alcácer do Sal  a partir del 1228, va a tener como primer escenario de su acción el Alentejo —conquistó, por ejemplo, Mértola en 1238— y en septiembre de 1239, Ayamonte, cortando así en dos las posesiones árabes del sur.
A finales de noviembre de 1242 fue nombrado en Mérida maestre de la Orden de Santiago, sucediendo a Rodrigo Íñiguez; pasó entonces a estar al servicio de Fernando III de Castilla y de su hijo, el futuro Alfonso X. Ese mismo año conquistó Chinchilla de Monte-Aragón y en 1244 el Castillo de Montemolín; impone la vigencia del Tratado de Alcaraz con la toma de las plazas rebeldes de Cartagena, Lorca y Mula. Uno de los mayores logros de su carrera militar aconteció en la conquista de Sevilla donde toma la fortaleza de San Juan de Aznalfarache.
Falleció en el año 1275, en Uclés, según algunas fuentes, o en la encomienda santiaguista de Montalbán en Aragón y los funerales celebrados en el monasterio de Uclés.

## Sepultura
Recibió sepultura en el claustro de la iglesia del Hospital en Talavera de la Reina. En 1511, sus restos fueron trasladados por mandato de los Reyes Católicos al monasterio de Tentudía en Calera de León, que el mismo había fundado como una pequeña capilla en 1240, y que fue la encomienda mayor de la Orden de Santiago.  En ese mismo año, Pérez Correa fue sucedido por Gonzalo Ruiz Girón en el maestrazgo de la Orden de Santiago. 
| Predecesor: Rodrigo Íñiguez | Maestre de la Orden de Santiago 1242 – 1275 | Sucesor: Gonzalo Ruiz Girón |